# Boidinia aculeata
Boidinia aculeata är en svampart som först beskrevs av Sheng H. Wu, och fick sitt nu gällande namn av E. Larss. & K.H. Larss. 2003. Boidinia aculeata ingår i släktet Boidinia och familjen kremlor och riskor.   Inga underarter finns listade i Catalogue of Life.